# ジャヒー様はくじけない!
『ジャヒー様はくじけない！』（ジャヒーさまはくじけない）は、昆布わかめによる日本の漫画作品。スクウェア・エニックスの『月刊ガンガンJOKER』で2017年4月号に読み切りが掲載された。その後、同誌の2017年9月号より本連載が行われている。かつての魔界の実力者「ジャヒー様」が人間界で魔界復興を目指すシチュエーション・コメディ作品である。2018年7月、悠木碧がジャヒー様の声を担当するテレビCMが公開された。

## あらすじ
ジャヒー様は魔界No.2の実力者だったが、突如侵入した魔法少女によって魔界の核となる魔石が破壊されたことで魔界が崩壊し、ジャヒー様も人間界へ堕ちてしまった。その後、彷徨っていたところを店長に救われたことから居酒屋でバイトを始め、店長の妹が営む風呂なし四畳半のボロアパートに住むことになる。かつての華やかな生活とは裏腹に人間界で生活するために僅かな魔力をやりくりし、貧しい暮らしを強いられるジャヒー様だったが、魔石の反応を頼りに他の魔石を集め、魔界復興を試みる。

## 登場人物
声の項はテレビアニメ版の声優。

### 魔界の住人
ジャヒー様（ジャヒーさま）
声 - 大空直美
本作の主人公。魔王の元側近にして魔界No.2の実力者。権力・魔力・美貌を兼ね備え、忠誠心の薄い配下を自ら処分し、魔界で恐れ敬われていた。
人間界に堕ちてからは築40年のボロアパートの四畳半一間で貧しい生活を送りながら、魔石を集めて魔界復興を夢見ている。しかし、人間界に堕ちた際に魔力を失ったことで幼い少女のような容姿になってしまった。手元に僅かながら残った魔石の力によって一定時間だけ元の容姿に戻れるため、その間に居酒屋でアルバイトをしながら生活費を稼いでいる。
当初、こころに対しても強気な態度で接していたが、こころの純真無垢さから気を許し、友達として歳相応の振る舞いをするようになる。
元魔界No.2としての立ち位置や立ち振る舞いは人間界でも変わらずにいるため、それによって失敗することも多い。一方、人間界でうまくいかないことが多いため、褒められることに感動を覚えるようになる。
ドゥルジ
声 - 花澤香菜
ジャヒー様の元側近。マゾヒズム的にジャヒー様のことを心酔している。
人間界に堕ちてからは「堂島」と名乗って魔石をいくつか集めた後、経営コンサルタント会社の社長として成功を収め、ジャヒー様とは対照的に高級マンションで優雅な生活を送る。数か月ほどしてジャヒー様に再会したため、人間界におけるジャヒー様の近況は知らずにジャヒー様を慕う。ジャヒー様の言動を多大に解釈して称えている一方、それも相まってジャヒー様に馴れ馴れしい相手に対しては強烈な敵対心も発露する。かつて自身の魔力を忌み、魔石を自ら手放し消滅しかけていたところ、ジャヒー様に救われたことから部下となった。
ジャヒー様から居酒屋「まおう。」の店長ではないと告げられ、必要のない存在であったと思い込み落胆するも、ジャヒー様が魔界復興を共に成し遂げようと誓い、改めてジャヒー様を尊敬するようになる。
サルワ
声 - 小松未可子
魔界No.2の座を奪うためにジャヒー様を狙う魔界エリート。一人称は僕。
魔道具の発明や立案などの知略面に関しては非凡な才能があるが、臆病で慎重すぎる性格から毎回失敗してしまう。幼女時のジャヒー様に励まされ、その後に元の姿のジャヒー様に会うも名前すら覚えられていなかった。また、謎の光から力を与えられ、その力でジャヒー様を攻撃するも全く傷を負わせられなかった。
魔王（まおう）
声 - 岡咲美保
魔界の創造主で魔石と魔力そのもの。魔法少女によって魔界の核となる魔石が破壊されたことから実体を保てなくなっていたが、魔法少女が人間界で大量の魔石を集めたことで幼女の姿で復活した。その後、魔法少女の家で引きこもり生活を送る。かなりの大食い。その実体はかなり巨大であり、スーとの戦闘の際に巨大化した。
謎の光（なぞのひかり）
声 - 鬼頭明里
神宮きょうこやサルワ、店長に魔法少女の力を与えた張本人。魔法少女の力を与えた者に魔石を奪い取るように命じる。その見た目や体格は魔王と瓜二つであるが、魔王とは対照的に全身が光に覆われている。店長を魔法少女にした直後に魔王と戦闘を始める。
その正体は魔王の妹の「スー」。正義感の強い者の近くにいないと決まった言葉しか話せず、その実体すら現せられない。元々、姉の魔王と共に暮らしていたが、魔王が魔界を創造してからは引きこもりとなったため、魔王を驚かすために神宮きょうこを魔法少女にした。しかし、神宮が勢い余って魔界の核となる魔石を破壊してしまったため、神宮に魔石を回収させていた。また、神宮がジャヒー様と仲直りした際に魔石を渡してしまったため、その魔石を奪おうとサルワや店長を魔法少女にするも上手くいかず、結果的に全て失敗してしまう。
魔王との和解後にジャヒー様の怒りを買うも、居酒屋「まおう。」の修繕とジャヒー様の独立記念パーティの飾り付けを手伝う。

### 人間界の住人
店長（てんちょう）
声 - 茅野愛衣
ジャヒー様がアルバイトをしている居酒屋「まおう。」の店長。巨乳。
人間界に堕ちたばかりのジャヒー様をアルバイトとして雇い、妹の大家が営むアパートを紹介した。普段は温厚な性格であるが、怒らせると怖い。ジャヒー様のことを「ヒーちゃん」と呼んでいる。
ジャヒー様が居酒屋「まおう。」から独立しようとした際にジャヒー様を応援するが、その直後に謎の光によって魔法少女にされる。
大家（おおや）
声 - 日笠陽子
ジャヒー様が暮らすアパートの大家。店長の妹。
店長からジャヒー様を紹介された際は幼女の姿であったため、家賃を請求しようとしなかったが、元の姿を確認してからは毎月家賃を請求する。家賃を支払わないジャヒー様とは犬猿の仲であるが、ジャヒー様が困っている際の面倒見は良く、ジャヒー様のことを「ジャー子」と親しんで呼ぶ。幼少期は姉と同様に温厚な性格であったが、巨乳の姉を妬み短気な性格となった。本名は不明であるが、姉からは「りょうちゃん」と呼ばれる。寂しがり屋な一面もあり、姉と喧嘩して家を飛び出した際に「一人だと寂しい」という理由でアパートの空き部屋ではなく、ジャヒー様の部屋に転がりこんだ。ズボラで家事はほとんどできない。
魔法少女（まほうしょうじょ） / 神宮 きょうこ（じんぐう きょうこ）
声 - 上坂すみれ
魔界と魔王の核の魔石を破壊し、魔界を崩壊させた張本人。
魔石の回収のためにジャヒー様の部屋を訪れるが、大家と警察の介入により失敗する。後日、魔法少女と知らずに油断したジャヒー様から大粒の魔石を奪った。そして、ジャヒー様と決戦を挑むが、魔法少女の孤独な身を案じるジャヒー様の説得により、一転してジャヒー様の友達として接し始めた。
その正体は不幸体質でドMな普通の女子高校生「神宮 きょうこ」。溺れ死にかけていた際に謎の光から人々を救うための使命を授かり、力を得たことで魔法少女となった。そして、生きている実感を得るために他人の不幸を自ら背負おうとし、魔王の存在も知らずに魔界の核となる魔石を破壊した。ジャヒー様が魔王と対面した際に謝罪し、それ以降は自らの力で他人を幸せにしたいと願い、居酒屋「まおう。」でバイトを始める。
佐崎 こころ（ささき こころ）
声 - 小倉唯
ジャヒー様の魔石探しを手伝う小学生の少女。純真無垢な性格。ジャヒー様を尊敬している。

## 用語
魔石
魔王と魔力そのもの。人間が所持、もしくは接近してしまうと不幸を招く。魔王の心臓となる魔石の核となる魔石であり、魔法少女によって破壊された。魔力の性質は個人で異なり、ジャヒー様は力の増強、サルワは魔道具の作成、ドゥルジは人の心を操る能力がある。また、魔族は魔力を失うと消滅するため、魔石を手元に置いておく必要がある。なお、魔石は魔王そのものであるため、魔法少女が大量に魔石を回収したことで魔王が復活した。

## 書誌情報
- 昆布わかめ『ジャヒー様はくじけない！』スクウェア・エニックス〈ガンガンコミックスJOKER〉、既刊11巻（2025年3月22日現在）
  1. 2018年2月22日発売[書 1]、ISBN 978-4-7575-5634-8
  2. 2018年4月21日発売[書 2]、ISBN 978-4-7575-5697-3
  3. 2018年10月22日発売[書 3]、ISBN 978-4-7575-5885-4
  4. 2019年4月22日発売[書 4]、ISBN 978-4-7575-6023-9
  5. 2019年9月21日発売[書 5]、ISBN 978-4-7575-6209-7
  6. 2020年4月22日発売[書 6]、ISBN 978-4-7575-6617-0
  7. 2021年7月20日発売[書 7]、ISBN 978-4-7575-7104-4
    - 小冊子付き特装版 同日発売[書 8]、ISBN 978-4-7575-7281-2

  8. 2021年12月22日発売[書 9]、ISBN 978-4-7575-7637-7
  9. 2022年10月21日発売[書 10]、ISBN 978-4-7575-8212-5
  10. 2023年9月21日発売[書 11]、ISBN 978-4-7575-8804-2
  11. 2025年3月22日発売[書 12]、ISBN 978-4-7575-9761-7

## テレビアニメ
2021年4月16日、テレビアニメ化が発表された。2021年8月1日から12月19日まで、朝日放送テレビ・テレビ朝日系列『ANiMAZiNG!!!』枠ほかにて連続2クールで放送された。ナレーションは堀秀行。

### スタッフ
- 原作 - 昆布わかめ[9]
- 監督 - 湊未來[9]
- 助監督 - 伊部勇志[9]
- シリーズ構成 - 横手美智子[9]
- キャラクターデザイン - 仲敷沙織[9]
- プロップデザイン - 中津川孝広
- 美術監督 - 中原英統[9]
- 美術設定 - 藤瀬智康[9]
- 色彩設計 - 水野多恵子[9]
- 撮影監督 - 佐藤敦[9]
- 3D監督 - 遠藤誠[9]
- 編集 - 近藤勇二[9]
- 音響監督 - 鐘江徹[9]
- 音楽 - 藤本コウジ、ササキオサム[9]
- 音楽制作 - キングレコード
- 音楽プロデューサー - 諏訪豊
- チーフプロデューサー - 梅田和沙、阿部隆二
- プロデューサー - 松本拓也、諏訪豊、伊藤拓己、早野義人、小松翔太
- アニメーションプロデューサー - 金子逸人
- アニメーション制作 - SILVER LINK.[9]
- 製作 - 「ジャヒー様はくじけない！」製作委員会

### 主題歌
「Fightin★Pose」
小倉唯による第1クールオープニングテーマ。作詞は小倉とKIKUEの共作、作曲は雨漏りP、編曲は藤田卓也。
「生活こんきゅーダメディネロ」
上坂すみれによる第2クールオープニングテーマ。作詞・作曲は前山田健一、編曲は藤原燈太。
「つまりはいつもくじけない！」
湊あくあ、大空スバル、桃鈴ねねで構成された「NEGI☆U」による第1クールエンディングテーマ。作詞は永塚健登、作曲・編曲は松坂康司。
「ペタルズ」
岡咲美保による第2クールエンディングテーマ。作詞は真崎エリカ、作曲は本多友紀、編曲は脇眞富。

### 各話リスト
| 話数           | サブタイトル                   | 脚本       | コンテ                                  | 演出              | 作画監督 | 総作画監督                 | 初放送日      |
| -------------- | ------------------------------ | ---------- | --------------------------------------- | ----------------- | --- | -------------------------- | ------------- |
| 復興計画その1  | ジャヒー様はもどれない！       | 横手美智子 | 湊未來                                  | 湊未來            | 近響子 櫻井拓郎 髙木啓明 笛木優奈 長田雄樹 濱田悠示 ビート 石田誠也                                                              | 仲敷沙織                   | 2021年 8月1日 |
| 復興計画その2  | ドゥルジ嬢は疑わない！         | 横手美智子 | 澤井幸次                                | 上原秀明          | 永田正美 吉田肇 金子匡邦 スタジオグラム 斎藤晴輝 山廣喬介 王斌                                                                   | 仲敷沙織                   | 8月8日        |
| 復興計画その3  | ジャヒー様は自慢できない…      | 松井亜弥   | 金澤洪充                                | 門田英彦          | 金澤龍 權容祥 へばらぎ ECHO 今田茜 古谷梨絵 髙橋瑞紀                                                                             | 仲敷沙織                   | 8月15日       |
| 復興計画その4  | サルワさんはぬかりない？       | 森江美咲   | ワタナベシンイチ                        | 黒田晃一郎        | 渡辺一平太 早川元基 中川実 川本和隆 服部未夢 土居恵梨子 柴﨑聖香 tofu                                                            | 仲敷沙織                   | 8月29日       |
| 復興計画その5  | ジャヒー様は怪しくない!?       | 待田堂子   | 湊未來 ワタナベシンイチ                 | 伊部勇志          | 竹森由加 服部憲知 若山政志 佐藤祐子 王敏 周健 趙小川 姜智慧 劉冬冬 李偉峰 寿門堂 リバイバル                                      | 仲敷沙織                   | 9月5日        |
| 復興計画その6  | ジャヒー様は勝てそうもない…    | 待田堂子   | ワタナベシンイチ                        | 熊野千尋          | 本田敬一 飯飼一幸 大槻南雄 | 大島美和                   | 9月12日       |
| 復興計画その7  | ジャヒー様は遊ばない！         | 横手美智子 | 金澤洪充                                | 湊未來            | 遠藤大輔 会沢佳奈 渡辺優奈 堤谷典子 近藤律子                                                                                     | 大島美和                   | 9月19日       |
| 復興計画その8  | ジャヒー様はお風呂に入れない！ | 松井亜弥   | アミノテツロ                            | 星野美鈴          | 永田正美 松本勝次 飯塚葉子 佐藤桂 陳亮 冯永旭 謝鑫 bigowl                                                                        | 仲敷沙織                   | 9月26日       |
| 復興計画その9  | サルワさんは癒されない…        | 森江美咲   | 沖田宮奈                                | 湊未來            | 近響子 櫻井拓郎 髙木啓明 柳瀬譲二 石田誠也 松下純子 たかはしなぎさ                                                               | 大島美和                   | 10月3日       |
| 復興計画その10 | 魔法少女は負けられない！       | 待田堂子   | 上原秀明 湊未來                         | 寺丘臨 湊未來     | 横松雄馬 洪範錫 金子匡邦 bigowl                                                                                                  | 大島美和                   | 10月10日      |
| 復興計画その11 | 大家は帰れない…                | 松井亜弥   | ワタナベシンイチ                        | 小野田雄亮        | はっとりますみ | 仲敷沙織                   | 10月17日      |
| 復興計画その12 | こころちゃんは裏切らない？     | 森江美咲   | 金澤洪充 湊未來                         | 門田英彦 湊未來   | 金澤龍 權容祥 へばらぎ ECHO 今田茜 髙橋瑞紀                                                                                      | 大島美和                   | 10月24日      |
| 復興計画その13 | ドゥルジ嬢は悦ばない！         | 横手美智子 | アミノテツロ                            | 伊部勇志          | 洪範錫 塩澤枢 森悦史 GKセールス                                                                                                  | 仲敷沙織                   | 10月31日      |
| 復興計画その14 | 魔法少女は戦わない！           | 待田堂子   | 芝久保                                  | 湊未來            | 近藤律子 遠藤大輔 会沢佳奈 渡辺優奈 堤谷典子                                                                                     | 大島美和                   | 11月7日       |
| 復興計画その15 | 店長は決められない！           | 松井亜弥   | 沖田宮奈                                | 伊部勇志 西本光咲 | 能地清 松本勝次 塩澤枢 洪範錫 bigowl リバイバル スタジオグラム GKセールス                                                        | 仲敷沙織                   | 11月14日      |
| 復興計画その16 | 魔王様は遠慮しない！           | 森江美咲   | ワタナベシンイチ                        | 末田宜史          | さゆみれい 松本勝次 外山陽介 遠藤省二 YICHENG                                                                                    | 大島美和 澤入祐樹          | 11月21日      |
| 復興計画その17 | ジャヒー様は眠れない…          | 横手美智子 | アミノテツロ                            | 熊野千尋          | 原田ゆうか 笹ノ間たく 黄翔麟 高石まみ 古屋なつみ 松本勝次 陳亮 王斌 斎藤晴輝 魏旭龙 曹建偉 GKセールス RA CRAFT bigowl リバイバル | 仲敷沙織                   | 11月28日      |
| 復興計画その18 | サルワさんは敗れない！         | 横手美智子 | ワタナベシンイチ                        | 伊部勇志          | 堀光明 前嶋弘史 松井瑠生 黄鶴亭 金正男 木下由美子 本田創一 直木祥子 小田裕康 佐藤桂 李良鵬 セブンシーズ                          | 大島美和 澤入祐樹          | 12月5日       |
| 復興計画その19 | 魔王様は容赦ない！？           | 横手美智子 | 沖田宮奈                                | 星野美鈴          | スタジオ・ミュウ セブンシーズ 魏旭龙 日影工房 bigowl リバイバル                                                                  | 仲敷沙織 大島美和 澤入祐樹 | 12月12日      |
| 復興計画その20 | ジャヒー様はくじけない！       | 横手美智子 | 湊未來 金澤洪充 米田紘 ワタナベシンイチ | 湊未來 大内大和   | 歩宇 松井京介 石田誠也 前嶋弘史 内田陽子 櫻井拓郎 たかはしなぎさ 青木慎平 近響子 日影工房 リバイバル                             | 仲敷沙織 大島美和 澤入祐樹 | 12月19日      |

### 放送局
| 放送期間                      | 放送時間                     | 放送局                                                                     | 対象地域                | 備考               |
| ----------------------------- | ---------------------------- | -------------------------------------------------------------------------- | ----------------------- | ------------------ |
| 2021年8月1日 - 12月19日       | 日曜 2:00 - 2:30（土曜深夜） | 朝日放送テレビ（幹事局）、 メ～テレ（製作参加）および テレビ朝日系列全24局 | 日本国内 （一部を除く） | 『ANiMAZiNG!!!』枠 |
| 2021年8月4日 - 12月22日       | 水曜 22:00 - 22:30           | AT-X                                                                       | CS放送                  | リピート放送あり   |
| 2021年10月3日 - 2022年2月13日 | 日曜 23:30 - 月曜 0:00       | BS11                                                                       | BS放送                  | 『ANIME+』枠       |

| 配信開始日   | 配信時間                   | 配信サイト |
| ------------ | -------------------------- | --- |
| 2021年8月1日 | 日曜 2:30（土曜深夜） 更新 | dアニメストア |
| 2021年8月6日 | 金曜 2:30（木曜深夜） 更新 | Amazon Prime Video U-NEXT アニメ放題 ニコニコチャンネル バンダイチャンネル Hulu FOD ひかりTV AnimeFesta ビデオマーケット music.jp GYAO!ストア クランクイン！ビデオ |
|              | 金曜 10:00 更新            | DMM.com |
|              | 金曜 12:00 更新            | HAPPY!動画 TVer GYAO! |
|              | 金曜 22:00 - 22:30         | ニコニコ生放送 |
|              | 金曜 23:30 - 土曜 0:00     | ABEMA |
| 2021年8月7日 | 土曜 0:00（金曜深夜） 更新 | TELASA J:COMオンデマンド メガパック milplus auスマートパスプレミアム マンガUP!                                                                                     |

| 朝日放送テレビ・テレビ朝日系列 ANiMAZiNG!!! | 朝日放送テレビ・テレビ朝日系列 ANiMAZiNG!!! | 朝日放送テレビ・テレビ朝日系列 ANiMAZiNG!!! |
| 前番組                                      | 番組名                                      | 次番組                                      |
| ------------------------------------------- | ------------------------------------------- | ------------------------------------------- |
| 美少年探偵団                                | ジャヒー様はくじけない！                    | 怪人開発部の黒井津さん                      |

### BD
| 巻 | 発売日         | 収録話          | 規格品番  |
| -- | -------------- | --------------- | --------- |
| 1  | 2021年12月22日 | 第1話 - 第4話   | DMPXA-223 |
| 2  | 2022年1月26日  | 第5話 - 第8話   | DMPXA-224 |
| 3  | 2022年2月23日  | 第9話 - 第12話  | DMPXA-225 |
| 4  | 2022年3月23日  | 第13話 - 第16話 | DMPXA-226 |
| 5  | 2022年4月27日  | 第17話 - 第20話 | DMPXA-227 |